# Тассия

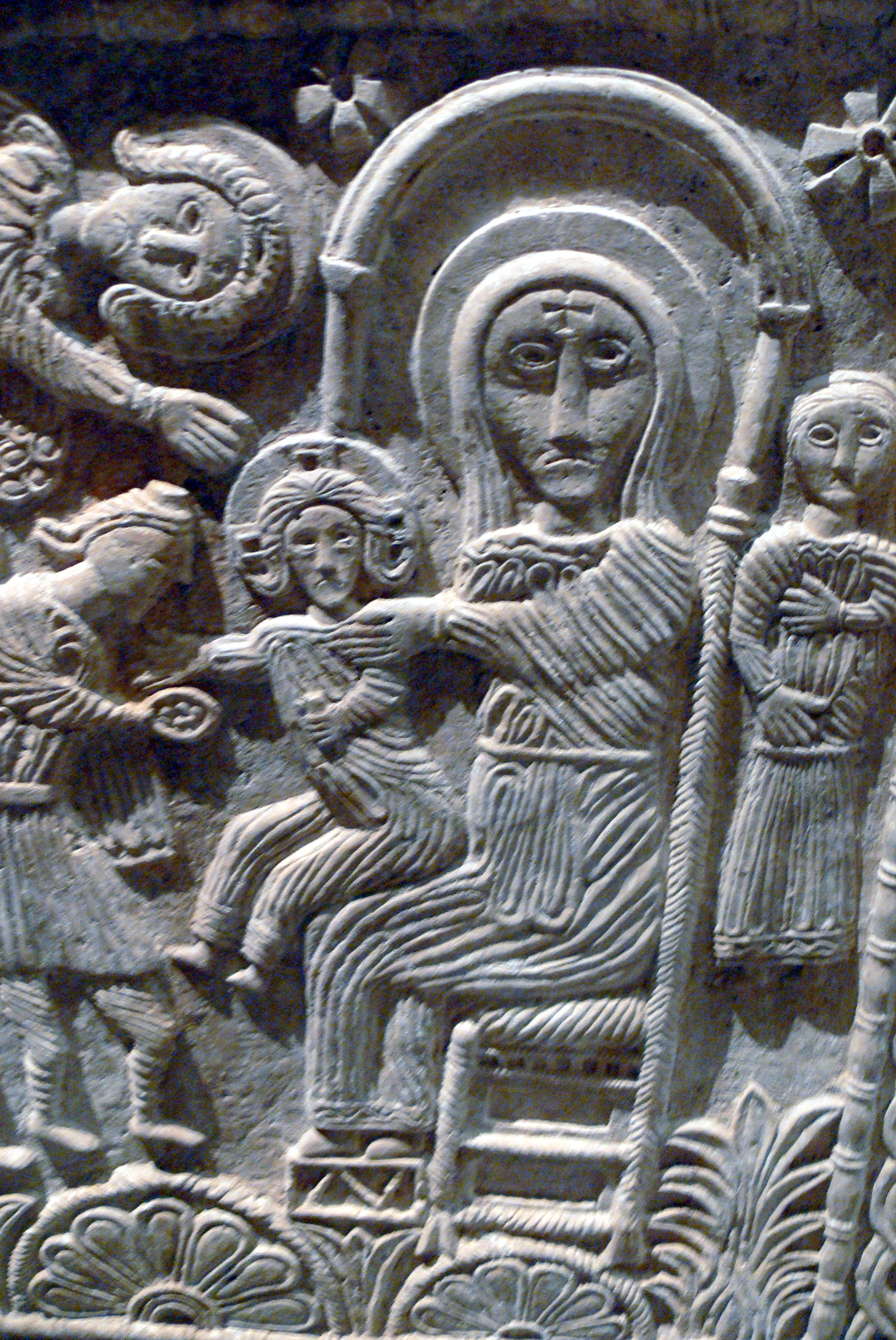
Мадонна с младенцем. Рельеф с Алтаря Ратхиса

Тассия (Тасия; лат. Tassia; VIII век) — королева лангобардов (744—749) по браку с Ратхисом.

## Биография
Тассия известна из нескольких раннесредневековых исторических источников, в том числе, «Монтекассинского продолжения „Истории лангобардов“ Павла Диакона», «Хроники Святого Бенедикта Кассинского» монаха Андрея, «Хроники Монтекассино», «Продолжения хроники Монтекассино», «Хроники Святого Бенедикта», «Liber Pontificalis» и нескольких юридических актов лангобардского и франкского периода.
Родным городом Тассии был Рим. Возможно она принадлежала к одной из знатных семей этого города. Неизвестно, когда Тассия стала супругой Ратхиса: возможно, это произошло ещё когда тот был герцогом Фриуля, или уже после того как в 744 году взошёл на престол Лангобардского королевства. Свадьба прошла не по лангобардским обрядам, а в соответствии с римскими традициями. Тассия — первая королева лангобардов римского происхождения. Этот брак был заключён во время произошедшего при Ратхисе сближения лангобардов с папством. Предполагается, что начавшееся при этом правителе ведение документации королевской администрацией на литературном латинском языке, а не на варварской латыни, было сделано под влиянием Тассии. Вероятно, сближению с папством и византийцами должен был содействовать и отказ Ратхиса употреблять старинный титул лангобардских королей «rex gentis Langobardorum», который был заменён на титул принцепс.
Известно о нескольких дарственных хартиях, данных Ратхисом и Тассией различным итальянским монастырям. Особенную щедрость королевская чета проявила к аббатству Монтекассино.
Однако в 749 году Ратхис по неизвестным причинам разорвал мир с папой римским Захарием, но вскоре снова заключил мир. Вероятно под давлением противников союза с папством и Византией Ратхис в июле того же года объявил об отречении от престола и уходе в монастырь. Его преемником стал его брат Айстульф. Заняв престол, новый король сразу же отменил все дарственные акты, сделанные Ратхисом и Тассией в последние месяцы их правления.
Утративший королевский титул Ратхис, его жена Тассия и их дочь Ротруда уехали из столицы Лангобардского королевства Павии в Рим, где в соборе Святого Петра приняли постриг. Затем Ратхис вместе с сыновьями отправился в аббатство Монтекассино, а Тассия с дочерью Ротрудой — в основанный ею женский монастырь Святой Девы Марии в Пламбариоле. О причине такого решения королевской семьи имеются различные мнения: одни считают этот шаг Ратхиса и Тассии следствием их особо сильной религиозности, другие — вынужденным актом, совершённым по указанию Айстульфа, желавшего таким образом лишить своего брата возможности снова получить королевский титул. В пользу второго мнения свидетельствует то, что попытавшись после смерти Айстульфа в декабре 756 года возвратить себе престол, Ратхис так и не смог добиться поддержки лангобардской знати, и уже в марте 757 года должен был передать власть королю Дезидерию.
Тассия скончалась и была похоронена в монастыре Святой Девы Марии в Пламбариоле. Дата её смерти неизвестна.